# Bannewitz
Bannewitz település Németországban, azon belül Szászország tartományban. Lakosainak száma 11 128 fő (2023. december 31.). Bannewitz Freital, Drezda, Kreischa és Rabenau községekkel határos.

## Népesség
A település népességének változása:
| Lakosok száma | 10 789 | 10 868 | 11 122 | 11 142 | 11 128 |
|               | 2017   | 2019   | 2021   | 2022   | 2023   |